# Flash (filme)
Flash (Brasil: Meu Amigo Flash ) é um filme lançado nos cinemas, que foi originalmente apresentados em The Wonderful World of Disney (Brasil: O Maravilhoso Mundo da Disney), programa da ABC.
O filme detalha a história de uma criança Conner Strong (interpretado por Lucas Black), que visita um cavalo todos os dias na esperança de comprá-lo. Para isso, Conner encontra trabalho como entregador para economizar dinheiro suficiente para o seu sonho. Conner vive com seu pai David (interpretado por Brian Kerwin) e avó Laura (interpretada por Ellen Burstyn), mas quando eles não têm dinheiro suficiente para pagar as contas, o pai de Conner reencontra as marinhas mercantes para pagar a hipoteca e não tem dinheiro suficiente para comprar o cavalo para Conner. No entanto, quando seu trabalho exige que David se junte as marinhas mercantes e entre de cabeça no mar durante cinco meses, a vida idílica de Connor começa a desvendar. Sua avó fica doente e morre, a casa da família enfrenta a execução da hipoteca, e Connor é forçado a vender o Flash para um proprietário indisciplinado que bate no cavalo amado. Connor então resgata Flash e juntos eles partem em uma viagem através dos Estados Unidos para se reunir com o pai de Connor.
Embora o filme foi originalmente exibido em O Maravilhoso Mundo da Disney, repetidas reprises do filme ocorreram no Disney Channel.

## História
Connor, 14 anos de idade, órfão de mãe, adora "conversar" com Flash, um potro, que ao ser posto a venda. Connor vai trabalhar em um supermercado e com isso seu não gosta. Depois convencido o pai dele o deixa trabalhar para comprar o potro.